# Хулуб (Ботошани)
Хулуб (рум. Hulub) насеље је у Румунији у округу Ботошани у општини Данђени. Oпштина се налази на надморској висини од 120 m.

## Становништво
Према подацима из 2002. године у насељу је живело 643 становника, од којих су сви румунске националности.